# セントフランシス郡 (アーカンソー州)
セントフランシス郡（英: St. Francis County）は、アメリカ合衆国アーカンソー州の東部に位置する郡である。2010年国勢調査での人口は28,258人であり、2000年の29,329人から3.6％減少した。郡庁所在地はフォレストシティ市（人口15,371人）であり、同郡で人口最大の都市でもある。セントフランシス郡は1827年10月13日に設立され、郡名はセントフランシス川に因んで名付けられた。
セントフランシス郡はその全体でフォレストシティ小都市圏を構成している。

## 地理
アメリカ合衆国国勢調査局に拠れば、郡域全面積は642.40平方マイル (1,663.8 km2)であり、このうち陸地633.84平方マイル (1,641.6 km2)、水域は8.56平方マイル (22.2 km2)で水域率は1.33％である。

### 主要高規格道路
- 州間高速道路40号線
- アメリカ国道70号線
- アーカンソー州道1号線
- アーカンソー州道38号線
- アーカンソー州道50号線
- アーカンソー州道75号線

### 隣接する郡
- クロス郡 - 北
- クリッテンデン郡 - 東
- リー郡 - 南
- モンロー郡 - 南西
- ウッドラフ郡 - 北西

## 人口動態

人口ピラミッド

以下は2000年の国勢調査による人口統計データである。
| 基礎データ - 人口: 29,329人 - 世帯数: 10,043 世帯 - 家族数: 7,230 家族 - 人口密度: 18人/km2（46人/mi2） - 住居数: 11,242軒 - 住居密度: 7軒/km2（18軒/mi2） 人種別人口構成 - 白人: 48.36% - アフリカン・アメリカン: 49.01% - ネイティブ・アメリカン: 0.25% - アジア人: 0.56% - 太平洋諸島系: 0.02% - その他の人種: 0.40% - 混血: 1.40% - ヒスパニック・ラテン系: 4.88% 年齢別人口構成 - 18歳未満: 27.9% - 18-24歳: 9.9% - 25-44歳: 29.1% - 45-64歳: 21.2% - 65歳以上: 11.9% - 年齢の中央値: 34歳 - 性比（女性100人あたり男性の人口） - 総人口: 105.6 - 18歳以上: 105.4 | 世帯と家族（対世帯数） - 18歳未満の子供がいる: 35.3% - 結婚・同居している夫婦: 46.9% - 未婚・離婚・死別女性が世帯主: 20.8% - 非家族世帯: 28.0% - 単身世帯: 25.1% - 65歳以上の老人1人暮らし: 10.8% - 平均構成人数 - 世帯: 2.65人 - 家族: 3.17人 収入と家計 - 収入の中央値 - 世帯: 26,146米ドル - 家族: 30,324米ドル - 性別 - 男性: 28,389米ドル - 女性: 20,578米ドル - 人口1人あたり収入: 12,483米ドル - 貧困線以下 - 対人口: 27.5% - 対家族数: 23.1% - 18歳未満: 38.7% - 65歳以上: 23.1% |

## 都市と町
| - コールドウェル - コルト | - フォレストシティ - 郡庁所在地 - ヒューズ | - マディソン - パレスタイン | - ウィートリー - ワイドナー |

## 郡区
アーカンソー州の郡はさらに郡区に小区分されている。各郡区には未編入領域と、編入済み自治体がある。現代の郡区にはその維持目的が限られたものになっている。アメリカ合衆国国勢調査局は郡区を元に人口を集計している。また系図調査など歴史的な目的には価値がある。1つ以上の郡区に入っている町や都市は統計調査に基づいて扱われる。セントフランシス郡の郡区は下記リストの12区である。
- ブラックフィッシュ
- フランクス（フォレストシティの小部分）
- ガーランド（ヒューズ）
- グッドウィン
- グリッグス（ワイドナー）
- ヘス
- ジョンソン
- ランギル
- マディソン（フォレストシティの大半、マディソン）
- プレーリー（パレスタイン）
- テリコ（コールドウェル、コルト、フォレストシティの小部分）
- ウィートリー（ウィートリーの大半）

## 著名な出身者
- ソニー・リストン、ボクシング世界ヘビー級チャンピオン、ジョンソン郡区生まれ

## 政府の機関
アメリカ合衆国刑務所局フォレストシティ連邦政府矯正施設がフォレストシティ市内にある。